# Tanacross
Tanacross is een plaats (census-designated place) in de Amerikaanse staat Alaska, en valt bestuurlijk gezien onder Southeast Fairbanks Census Area.

## Demografie
Bij de volkstelling in 2000 werd het aantal inwoners vastgesteld op 140.

## Geografie
Volgens het United States Census Bureau beslaat de plaats een oppervlakte van
210,2 km², waarvan 207,3 km² land en 2,9 km² water.

## Plaatsen in de nabije omgeving
De onderstaande figuur toont nabijgelegen plaatsen in een straal van 56 km rond Tanacross.